# Mario Adorf
Mario Adorf (* 8. září 1930 Curych) je německý herec, považovaný za jednoho z největších hereckých veteránů evropské kinematografie. Od roku 1954 ztvárnil rozmanité postavy na divadle, televizi i ve filmu, včetně padoucha Santera ve Vinnetouovi či oscarového Plechového bubínku z roku 1979. Je také autorem několika úspěšných převážně autobiografických knih a známý šansonový zpěvák.

## Život
Mario Adorf se narodil v Curychu ve Švýcarsku jako nemanželské dítě italského chirurga Mattea Mennitiho a německé lékařské asistentky Alice Adorfové. Vyrůstal v Mayenu, rodném městě svého dědečka z matčiny strany, kde byl vychován svou neprovdanou matkou. Proslavil se v Evropě, zejména v Německu, a objevil se také v mezinárodních filmech, včetně Deseti malých černoušků a Stop ve sněhu. Hrál také malou roli německého vlastníka klubu v BBC adaptaci Smiley's People od Johna le Carréu. V řadě filmů si také zahrál v Itálii.
V 60. letech se oženil s Lis Verhoeven. Pár měl před rozvodem dceru Stellu. V roce 1972 hrál s Barbarou Bouchet ve filmu Milano Calibro 9. V roce 1985 se oženil s Monique Faye.
Adorf vyjádřil lítost nad tím, že odmítl role ve filmu Francise Forda Coppoly Kmotr (1972) a Billyho Wildera Raz, dva, tři (1961). Odmítl také roli generála Mapache ve filmu Sama Peckinpaha Divoká banda (1969), protože měl pocit, že postava je příliš násilná. V roce 1996 nadaboval v němčině Seana Conneryho ve filmu Dračí srdce.

## Filmografie (výběr)
- Vinnetou (1963)
- Zlatokopové z Arkansasu (1964)
- Ten Little Indians (1965)
- Červený stan (1969)
- Ztracená čest Kateřiny Blumové (1975)
- Naumachos (1976, TV seriál)
- Plechový bubínek (1979)
- Lola (1981)
- Marco Polo (1982)
- Chobotnice (1984)
- Via mala (1985, TV-seriál)
- Tiché dny v Clichy (1990)
- Felidae (1994, dabing)
- Stopy ve sněhu (1997)
- Stejný, stejný, ale jiný (2009)
- Vinnetou (minisérie) (2016)